# Crotalaria angulata
Crotalaria angulata är en ärtväxtart som beskrevs av Philip Miller. Crotalaria angulata ingår i släktet sunnhampor, och familjen ärtväxter. Inga underarter finns listade i Catalogue of Life.